# Scott Houston
Pour les articles homonymes, voir Houston.
Scott Houston (né le 11 juin 1990 à Winter Springs) est un athlète américain, spécialiste du saut à la perche.
Il devient champion national en salle en 2018, avec 5,83 m.